# 멜라니 풀러톤
멜라니 풀러톤(Melanie Fullerton, 1962년 8월 29일 ~ )은 미국의 배우, 텔레비전 배우, 영화배우이다.
캔자스시티에서 태어났다.

## 영화
- 나이트 오브 레퍼스 (1972년)